# Arno Schmidt

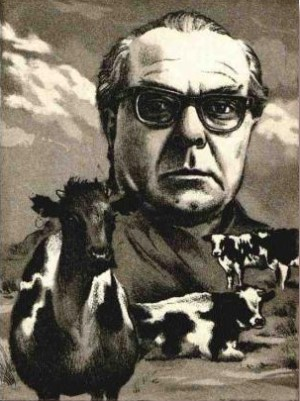

Arno Otto Schmidt (Amburgo, 18 gennaio 1914 – Celle, 3 giugno 1979) è stato uno scrittore e traduttore tedesco la cui posizione, unica nella letteratura del XX secolo, è costruita sul conflitto fra il racconto tradizionale e l'avanguardia delle tecniche narrative.

## Biografia

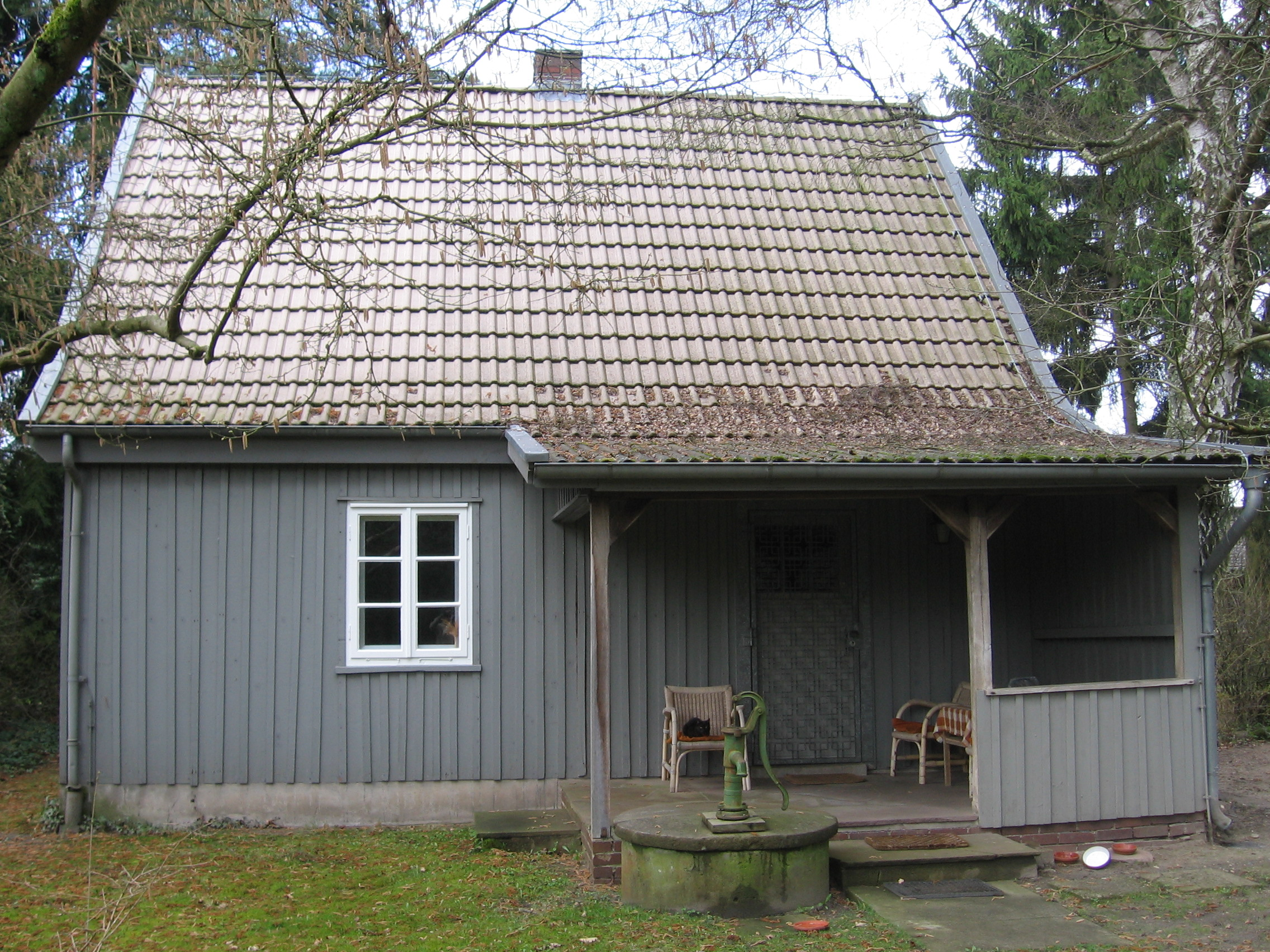
La casa di Arno Schmidt a Bargfeld

La biografia di Arno Schmidt è suddivisa dallo spartiacque della seconda guerra mondiale.

### Prima del 1945
Arno Schmidt, secondo figlio di Clara Gertrud e dell'impiegato di polizia Friedrich Otto Schmidt, nacque e abitò a lungo in un quartiere operaio di Amburgo (Hamm), in condizioni economiche assai disagiate. Imparò a leggere già all'età di tre anni: le sue prime letture furono Jules Verne e Karl May, autori che lo accompagneranno nel corso intero della vita. I libri di Verne avrebbero successivamente fornito lo spunto per due suoi romanzi: Die Gelehrtenrepublik [La repubblica dei dotti] nel 1957 e Die Schule der Atheisten [La scuola degli atei] nel 1972; su Karl May scriverà diversi saggi e lo studio SITARA und der Weg dorthin (1963).
Dopo la morte del padre, la famiglia si trasferì nel settembre del 1928 a Lauban in Slesia. Qui Schmidt frequentò fino al 1933 la Oberrealschule, al termine della quale (dopo aver seguito dei corsi di astronomia e matematica all'Università di Breslavia e inoltre quelli di un istituto commerciale) trovò un impiego in qualità di ragioniere nella Greiff-Werken, la grande industria tessile della vicina città di Greiffenberg. Nel 1937 sposò Alice Murawski (1916-1983), sua collaboratrice in numerosi progetti letterari. Nel 1938 compirono il loro unico viaggio all'estero, trascorrendo una settimana a Londra. Solo pochi altri viaggi lo allontaneranno dal volontario isolamento a Bargfeld. Dalla metà degli anni 1930 cominciarono le sue vaste ricerche storiche e letterarie che confluiranno, più di venti anni dopo, nella biografia di Friedrich de la Motte Fouqué.
Schmidt venne chiamato a prestare servizio militare nel 1940 (in artiglieria); trasferito poi in Alsazia e, dal 1942, in Norvegia. Non prese parte ad azioni di guerra, ma fu destinato in fureria, attività che, come già nel periodo del suo impiego alla Greiff-Werken, gli lasciò il tempo per il calcolo di una tavola logaritmica, e per la scrittura: i primi esperimenti letterari, sullo stile degli amati Hoffmann, Tieck e Fouqué. Nel febbraio del 1945. Alice Schmidt si trasferì dalla suocera a Quedlinburg, poiché l'occupazione della Slesia da parte dei sovietici era diventata questione di giorni, riuscendo così a salvare i manoscritti del marito e un'edizione completa delle opere di Christoph Martin Wieland. Dopo essersi consegnato agli inglesi, il 16 aprile 1945, venne trasferito in un campo di concentramento presso Bruxelles: il dodicennio nero era terminato.

### Dopo il 1945
Dopo il rilascio, Schmidt fu cooptato da una scuola di polizia inglese a Benefeld, nella Brughiera di Luneburgo, come interprete, permettendosi così, per sé e per la moglie, una piccola stanza a Cordingen, nelle ali di un mulino, abitato già da diverse famiglie.
In seguito alla chiusura della scuola, nel dicembre del 1946, Schmidt decise di dedicarsi completamente alla scrittura: cominciava nel frattempo un periodo di gravissime ristrettezze economiche, impossibile da affrontare senza la fornitura di pacchi di emergenza, contenenti beni primari, che la sorella Luzie Hildegard (sposata Kiesler) gli spediva da New York, dove era riuscita ad andare a vivere dal 1939.
Nell'ottobre del 1949 fu pubblicato per i tipi del Rowohlt Verlag, Leviathan oder Die beste der Welten [Il Leviatano], dedicato "alla Signora Lucy Kiesler". Per questo libro ottenne dall'Accademia di Magonza il riconoscimento del "Großen Akademie-Preis für Literatur". Il premio gli venne consegnato dalle mani di Alfred Döblin, l'autore tedesco al quale si sente più vicino. L'opera gli concesse un po' di notorietà, ma non gli permise di vivere solo dei suoi libri: per sopravvivere dovette accettare di scrivere saggi radiofonici di letteratura, traduzioni dall'inglese e articoli per alcuni giornali.
Alla fine del 1950 i coniugi Schmidt fecero parte di quei profughi dell'Est ridistribuiti, secondo piani regionali, tra i vari Länder: il loro nuovo domicilio era a Gau-Bickelheim, a sud di Magonza, e poco dopo a Kastel, nella Saar. Ma già nel 1955 fecero un nuovo trasferimento a Darmstadt, per allontanarsi dalla provincia in cui si era aperto un processo contro di lui per scritti blasfemi e pornografici: il racconto incriminato è Seelandschaft mit Pocahontas [Paesaggio lacustre con Pocahontas], pubblicato dalla rivista Texte und Zeichen, diretta da Alfred Andersch: esso viene definito da Bernd Rauschenbach «una delle più belle storie d'amore di tutta la letteratura tedesca». In queste circostanze, riceve il sostegno del pittore Eberhard Schlotter, che gli rimarrà amico nel corso degli anni. A Darmstadt, la coppia abita un monolocale sulla Inselstraße (al n° 42), osservatorio che fornirà la materia delle narrazioni omonime.
Ma l'esperienza cittadina turbò il lavoro di Schmidt per le troppe visite di conoscenti, giornalisti, lettori: riuscì a scrivere solo i racconti brevi riuniti poi in Aus der Inselstraße [Dalla Inselstraße, letteralmente "da via dell'isola"] (1966) e alcuni dialoghi radiofonici. Unico scritto di più ampio respiro fu il romanzo Die Gelehrtenrepublik [la Repubblica delle lettere], per la stesura del quale impiega solo tredici giorni. Verso la fine del 1958 la coppia segue il consiglio di Eberhard Schlotter, spostandosi così a Bargfeld, nella Bassa Sassonia: fu l'ultima residenza dello scrittore.
La piccola cittadina nei dintorni di Celle era lontana da ogni arteria stradale, l'isolamento pressoché completo, tuttavia gradito: "luna, nebbia & pioggia di prima qualità". In questo periodo di intenso lavoro, interrotto solo da sporadici viaggi, si gettarono le basi della sua fama divenuta poi leggendaria: la clausura nella piccola casa in legno, il disprezzo dei salotti letterari, il feroce lavoro di scavo sulla lingua, i ritmi di scrittura esasperanti, la passione per gli scacchi e per la fotografia, la pubblicazione dei suoi libri più importanti e discussi: apparvero nel giro di pochi anni sette saggi radiofonici, due vaste traduzioni dall'inglese e KAFF auch MARE CRISIUM, romanzo in parte ambientato a Bargfeld, così come altre sue opere.
Il 20 agosto 1963 venne installato in casa Schmidt un televisore in bianco e nero. Nel 1964 riceve il Fontanepreis e, l'anno successivo la Große Ehrengabe dell'unione degli industriali tedeschi. Poi, per qualche tempo, intorno a lui cadde il silenzio: si ritirò più di prima nel lavoro, interrotta ogni comunicazione con l'esterno per sei anni: nel 1970 apparve Zettels Traum. A dispetto della mole del libro (1334 pagine in formato DIN A3) e del costo di 295 marchi, i duemila esemplari furono esauriti in tre mesi. Nessun giornale si lasciò sfuggire l'avvenimento della pubblicazione del più ponderoso e difficile libro della letteratura tedesca.
Nel 1973 ricevette il Goethepreis della città di Francoforte, ma la sua salute, minata da anni di lavoro disperato (Schmidt aveva già subito un infarto nel 1972), non gli consentì di ritirare di persona il riconoscimento. Morì il 3 giugno 1979 all'ospedale di Celle per un ictus cerebrale, lasciando incompiuto il romanzo Julia, oder die Gemälde.

## Opere
- Enthymesis oder W.I.E.H, 1949
- Gadir oder Erkenne dich selbst, 1949 (trad. Gadir o (ri)conosci te stesso, a cura di Linda Rotolo, Napoli: LER, 1989)
- Leviathan oder Die beste der Welten, 1949 (trad. Il Leviatano o il migliore dei mondi, a cura di Maria Teresa Mandalari, Milano: Linea d'ombra, 1991 ISBN 8809605330)
- Massenbach, Historische Revue (1949/61)
- Brand's Haide, 1951 (trad. Brand's Haide, a cura di Domenico Pinto, Sant'Angelo in Formis: Lavieri, 2007 ISBN 8889312386 ISBN 9788889312384)
- Schwarze Spiegel, 1951 (trad. Specchi neri, a cura di Domenico Pinto, Sant'Angelo in Formis: Lavieri, 2009 ISBN 8889312556 ISBN 9788889312551)
- Die Umsiedler, 1953
- Alexander oder Was ist Wahrheit, 1953 (trad. Emilio Picco, Alessandro o Della verità, Torino: Einaudi, 1965 ISBN 8806520016 ISBN 9788806520014)
- Aus dem Leben eines Fauns, 1953 (trad. Dalla vita di un fauno, a cura di Domenico Pinto, S. Angelo in Formis: Lavieri, 2006 ISBN 8889312092 ISBN 9788889312094)
- Kosmas oder Vom Berge des Nordens, 1955
- Tina oder über die Unsterblichkeit, 1955 (trad. Tina o della immortalità, in Il Leviatano, cit.)
- Seelandschaft mit Pocahontas, 1955 (trad. Paesaggio lacustre con Pocahontas, a cura di Dario Borso, Zandonai, Rovereto 2011 ISBN 9788895538587)
- Das steinerne Herz, 1956
- Die Gelehrtenrepublik, 1957
- Goethe und Einer seiner Bewunderer, 1957
- Atheist?: Allerdings!, inchiesta a cura di Karlheinz Deschner, in Was halten Sie vom Christentum?, 1957 (trad. Ateo?: Altroché!, a cura di Dario Borso e Domenico Pinto, Ipermedium libri, S. Maria C. V. 2007 ISBN 8886908725 ISBN 9788886908726)
- Fouqué und einige seiner Zeitgenossen, 1958
- Dya Na Sore. Gespräche in einer Bibliothek, 1958
- Rosen und Porree, 1959
- KAFF auch Mare Crisium, 1960
- Belphegor. Nachrichten von Büchern und Menschen, 1961
- Nobodaddy's Kinder. Trilogie, 1963
  - Aus dem Leben eines Fauns
  - Brand's Haide
  - Schwarze Spiegel
- Der sanfte Unmensch, 1963
- Sitara und der Weg dorthin, 1963
- Kühe in Halbtrauer, 1964
  - Caliban über Setebos
  - Kundisches Geschirr
  - Die Wasserstraße
- Die Ritter vom Geist, 1965
- Trommler beim Zaren, 1966
  - Aus der Inselstraße
  - Stürenburg-Geschichten
- Der Triton mit dem Sonnenschirm, 1969
- Zettels Traum, 1970
- Die Schule der Atheisten, 1972
- Abend mit Goldrand, 1975
- Vorläufiges zu Zettels Traum, 1977
- Julia, oder die Gemälde, 1983
- Sommermeteor, 1995
- Arno Schmidts Lilienthal 1801, oder Die Astronomen, 1996
- Brüssel / Die Feuerstellung, 2002